# Aguas agresivas
Las aguas agresivas son aguas que actuando sobre construcciones de concreto u hormigón fraguado pueden entrar en reacción con algunos de sus componentes y aumentar la porosidad o causar fisuras, rindiendo de esta forma la estructura más vulnerable ante la acción de agentes físicos.
Se considera un agua agresiva cuando presenta un contenido alto en CO2, ya que en esas condiciones puede disolver el calcio de los minerales que lo contienen

## Agua disolventes
Las aguas disolventes son las que no contienen iones y actúan por lo tanto solamente sobre la cal libre (Ca(OH)2) disolviendo los cristales y aumentando la porosidad del concreto.

## Aguas con contenido de CO2
También el dióxido de carbono presente en este tipo de aguas sobre la cal libre produciendo carbonato de calcio
Ca(OH)2+CO2 → CaCO3+H2O
Si la acción de estas aguas continua se producirá una nueva reacción que lleva a la producción de bicarbonato de calcio. Ca(HCO3)2
CaCO3+H2O+CO2 →Ca(HCO3)2
Siendo que el bicarbonato de calcio es soluble, este se disolverá en el agua produciendo un incremento de la porosidad.

## Aguas con contenido de sulfatos
Los iones sultato contenidos en el agua entran en reacción con la cal para formar el sulfato de calcio, el cual reacciona a su vez con el aluminato tricalcico (3CaOAl2O3) para formar:
3CaOAl2O3 + 3(CaSO42H2O) + 26H2O → 3CaOAl2O33CaSO432H2O
Esta última sal (llamada 'ettringita') es expansiva, al estar el concreto endurecido, la sal expansiva, al aumentar de volumen, provoca fisuras en la estructura, lo que permite al agua agresiva de entrar en contacto con nuevos estratos de concreto, el cual también será atacado.